# Limia
Pour les articles homonymes, voir Limia (race bovine).
Genre
Limia est un genre de poissons ovovivipares d'eau douce appartenant à l'ordre des Cyprinodontiformes.

## Liste des espèces
- Limia caymanensis Rivas et Fink, 1970
- Limia dominicensis (Valenciennes, 1846)
- Limia fuscomaculata Rivas, 1980
- Limia garnieri Rivas, 1980
- Limia grossidens Rivas, 1980
- Limia heterandria Regan, 1913
- Limia immaculata Rivas, 1980
- Limia melanogaster (Günther, 1866)
- Limia melanonotata Nichols et Myers, 1923
- Limia miragoanensis Rivas, 1980
- Limia nigrofasciata Regan, 1913
- Limia ornata Regan, 1913
- Limia pauciradiata Rivas, 1980
- Limia perugiae (Evermann et Clark, 1906)
- Limia rivasi Franz et Burgess, 1983
- Limia sulphurophila Rivas, 1980
- Limia tridens (Hilgendorf, 1889)
- Limia versicolor (Günther, 1866)
- Limia vittata (Guichenot, 1853)
- Limia yaguajali Rivas, 1980
- Limia zonata (Nichols, 1915)